# Benjamin Fitzpatrick
Benjamin Fitzpatrick, ameriški odvetnik in politik, * 30. junij 1802, Greene County, ZDA, † 21. november 1869, Wetumpka, Alabama, ZDA.
V letih 1841−1845 je bil guverner zvezne države Alabame. Prav tako je v letih 1848−1849 in 1853 - 1861 bil član Senata.